# Guardias y ladrones
Guardias y ladrones (Guardie e ladri) es una película de 1951 dirigida por Mario Monicelli y Steno, producida por Dino De Laurentiis y Carlo Ponti y con actuación principal de Totò y Aldo Fabrizi. La película es una de las obras más importantes del neorrealismo italiano. Nace de la colaboración entre los cineastas Monicelli y Steno, y es una de las mejores de Totò, cuya interpretación está considerada como una de las mejores de su carrera.
Inicialmente, hubo problemas con la censura. Se considera un clásico de la Commedia all'italiana.

## Trama
El argumento de la película trascurre en Roma durante el Plan Marshall. Ferdinando Esposito es un estafador de poca monta que intenta mantener a su familia con sus timos. Disfrazado de guía turístico, con su cómplice, Amilcare, pretende haber encontrado una antigua moneda en el Foro Romano y se la vende por 50 dólares a un turista estadounidense: el Sr. Locuzzo Eso, que se da cuenta demasiado tarde de la estafa. Más tarde, Ferdinando pretende hacerse con unos paquetes de regalo que distribuye una organización benéfica estadounidense. Para su desgracia, el turista es el presidente del comité de la organización. Durante la distribución, el presidente lo reconoce y lo denuncia en el acto.
Así comienza una cómica persecución a pie y en coche, con un policía gordo, el brigada Lorenzo Bottoni, que estaba de servicio a la puerta del lugar en que se hacía la distribución. Al principio no puede capturarlo, pero luego, engañado por Esposito, le deja escapar. El brigada Bottoni es suspendido de sus funciones, debido a las protestas del Sr. Locuzzo, y amenazado con perder su puesto de trabajo si no logra detener al ladrón en un plazo de tres meses. Vestido de civil y escondiendo el incidente a su familia, va en busca de Esposito. Encuentra su casa y se hace amigo de la familia, tratando de congraciarse con ofrecimientos de comida y favores. De Esposito, sin embargo, ni rastro. Poco a poco, las dos familias se convierten en amigas, y entre el hermano de la esposa del "ladrón" y la hija del "guardia" nace simpatía.
Llega el día de la comida durante el cual van a encontrarse las dos familias y se da por sentada la presencia de Esposito, sin que éste sepa la identidad de la otra familia. En un encuentro amistoso, que tiene lugar fuera de la casa, Esposito le reprende por haber sorprendido la buena fe de su familia, mientras que Bottoni le confía su drama. Este intercambio desarrolla la complicidad entre los dos. Así se invierten los papeles y es el mismo Esposito quien decide ir a la cárcel, a pesar de que el sargento ahora se resiste. Ocultando la verdad a sus familias, simulando en cambio que tienen preocupaciones comunes, los dos salen de la habitación amistosamente, haciéndoles creer que Esposito los deja por un viaje de negocios y Bottoni va a acompañarle a la estación. En su ausencia, será Bottoni quien cuide de la familia Esposito.